# Confide
Confide fue una banda de metalcore estadounidense proveniente de South Gate, California. Formada en 2004, han lanzado dos EP y tres álbumes completos. A pesar de que todos los miembros del grupo son abiertamente cristianos, no se han comercializado en el mercado cristiano desde que la banda se encuentra en una etiqueta secular.
El 4 de octubre de 2010, Ross Kenyon anunció que la banda se disuelve tras su gira por Japón. La banda interpretó su recital despedida el 7 de noviembre de 2010 en Pomona, CA. La banda temporalmente se reforma en agosto de 2012 a escribir y grabar su tercer álbum "All is Calm" mediante Kickstarter. All is Calm se lanzó el 30 de julio de 2013. Si bien Confide ha manifestado que no volverán cómo banda nuevamente, el baterista Joel Piper dice que no hay posibilidad de volver a tocar en el futuro.

## Miembros
Últimos miembros
- Ross Kenyon — voz principal (2006-2010; 2012–presente)
- Jeff Helberg — guitarra rítmica(2004-2010; 2012–presente)
- Joshua Paul — guitarrista líder ,  vocalista de acompañamiento (2009-2010; 2012–presente)
- Trevor Vickers — bajo, vocalista de acompañamiento  2009-2010; 2012–presente)
- Joel Piper — batería, voz limpia, teclados, programación (2009-2010; 2012–presente)

### Miembros de tours
- Casey Lagos — voz principal (2010)[1]
- Kyle Istook — voz principal (2010)[2]
- Mon Medinaceli — vocalista líder (2010)[1]
- Andie Navarro — batería (2010)[1]

## Primeros miembros
- Josh Plesh — vocalista líder (2004–2006)
- Aaron Richard Van Zutphen — guitarrista líder, voz limpia, programación, (2004–2009)
- Billy Pruden — bajo (2004–2009)
- Arin Ilejay — batería, programación (2007–2009)
- Jason Pickard — batería (2004–2005)
- John Penton — batería (2005–2007)

Cronología

## Discografía
Álbumes
- Shout the Truth) (Science, 2008)
- Recover  (Tragic Hero, 2010)
- All is Calm (2013)

EP
- Innocence Surround (2005)
- Introduction (2006)

Demos
- Demo (2008)

## Videos musicales
| Año  | Canción                      | Director       | Álbum           |
| ---- | ---------------------------- | -------------- | --------------- |
| 2007 | "Zeal" (never was completed) | Ryan Wilson    | Demo 2008       |
| 2008 | "If We Were a Sinking Ship"  | Daniel Chesnut | Shout the Truth |
| 2009 | "Such Great Heights"         | Daniel Chesnut | Shout the Truth |
| 2010 | "I Never Saw This Coming"    | Luke Rocheleau | Shout the Truth |
| 2010 | "The View From My Eyes"      | Jon Stone      | Recover         |